# Adalberto Tejeda, Nautla
Adalberto Tejeda är en ort i Mexiko.   Den ligger i kommunen Nautla och delstaten Veracruz, i den sydöstra delen av landet, 250 km öster om huvudstaden Mexico City. Adalberto Tejeda ligger 120 meter över havet och antalet invånare är 322.
Terrängen runt Adalberto Tejeda är huvudsakligen kuperad, men åt nordväst är den platt. Runt Adalberto Tejeda är det ganska tätbefolkat, med 149 invånare per kvadratkilometer. Närmaste större samhälle är Misantla, 13,3 km söder om Adalberto Tejeda. Omgivningarna runt Adalberto Tejeda är en mosaik av jordbruksmark och naturlig växtlighet.